# Associazione Sportiva Trapani 1977-1978
Questa pagina raccoglie i dati riguardanti il Trapani Calcio nelle competizioni ufficiali della stagione 1977-1978.

## Stagione
Nella stagione 1977-1978 l'Associazione Sportiva Trapani disputò il campionato di Serie C, raggiungendo il 13º posto. In quella stagione le prime 12 avrebbero formato la stagione successiva la C1, mentre dal 13º al 20º la C2. Il Trapani, nonostante un ottimo girone di ritorno alla guida di Egizio Rubino, ottiene 37 punti e, per la riformulazione dei campionati, dovette ripartire dalla C2 per un solo punto.

## Divise
I colori sociali dell'Associazione Sportiva Trapani sono il granata ed il giallo per la maglia di riserva.
| Casa |  | Trasferta |

## Rosa
| N. |                   | Ruolo | Calciatore            |
| -- | ----------------- | ----- | --------------------- |
| 1  | Italia (bandiera) | P     | Andrea Chini          |
|    | Italia (bandiera) | D     | Fabrizio Panzolini    |
|    | Italia (bandiera) | D     | Vincenzo De Francisci |
|    | Italia (bandiera) | D     | Natale Picano         |
|    | Italia (bandiera) | D     | Antonino Arcoleo      |
|    | Italia (bandiera) | D     | Paolo Cassaghi        |
|    | Italia (bandiera) | D     | Giuseppe Perria       |
|    | Italia (bandiera) | D     | Paolo Ciresi          |
|    | Italia (bandiera) | D     | Enrico Coscia         |
|    | Italia (bandiera) | C     | Erasmo Vassallo       |

| N. |                   | Ruolo | Calciatore         |
| -- | ----------------- | ----- | ------------------ |
|    | Italia (bandiera) | C     | Rocco D'Aiello     |
|    | Italia (bandiera) | C     | Leonardo Giacalone |
|    | Italia (bandiera) | C     | Mario Gabriele     |
|    | Italia (bandiera) | C     | Antonio Ruggeri    |
|    | Italia (bandiera) | A     | Ivo Banella        |
|    | Italia (bandiera) | A     | Giuseppe Todaro    |
|    | Italia (bandiera) | A     | Mauro Beccaria     |
|    | Italia (bandiera) | A     | Armando Rizzo      |
|    | Italia (bandiera) | A     | Gabriele Messina   |
|    | Italia (bandiera) | A     | Remo Luzi          |

## Risultati

### Campionato

#### Girone di andata
| Trapani 11 settembre 1977, ore 15:30 UTC+1 1ª giornata | Trapani   | 0 – 1        | Reggina | Stadio Polisportivo Provinciale |
| \| \| \| \| \| \| Marcatori \| aut.’ Picano \|         |           |              |         |                                 |
|                                                        |           |              |         |                                 |
|                                                        | Marcatori | aut.’ Picano |         |                                 |

| Pagani 18 settembre 1977, ore 15:30 UTC+1 2ª giornata | Paganese | 0 – 0 | Trapani | Stadio Marcello Torre |

| Trapani 25 settembre 1977, ore 15:30 UTC+1 3ª giornata | Trapani   | 2 – 0 | Brindisi | Stadio Polisportivo Provinciale |
| \| \| \| \| \| Messina Banella \| Marcatori \| \|      |           |       |          |                                 |
|                                                        |           |       |          |                                 |
| Messina Banella                                        | Marcatori |       |          |                                 |

| Trapani 2 ottobre 1977, ore 15:30 UTC+1 4ª giornata | Trapani   | 1 – 0 | Siracusa | Stadio Polisportivo Provinciale |
| \| \| \| \| \| Banella \| Marcatori \| \|           |           |       |          |                                 |
|                                                     |           |       |          |                                 |
| Banella                                             | Marcatori |       |          |                                 |

| Marsala 9 ottobre 1977, ore 15:30 UTC+1 5ª giornata | Marsala | 0 – 0 | Trapani | Stadio Municipale |

| Trapani 16 ottobre 1977, ore 15:30 UTC+1 6ª giornata      | Trapani   | 2 – 2           | Crotone | Stadio Polisportivo Provinciale |
| \| \| \| \| \| Messina \| Marcatori \| Biccherai Piras \| |           |                 |         |                                 |
|                                                           |           |                 |         |                                 |
| Messina                                                   | Marcatori | Biccherai Piras |         |                                 |

| Latina 23 ottobre 1977, ore 15:30 UTC+1 7ª giornata | Latina    | 1 – 0 | Trapani | Stadio Domenico Francioni |
| \| \| \| \| \| Pezzuoli \| Marcatori \| \|          |           |       |         |                           |
|                                                     |           |       |         |                           |
| Pezzuoli                                            | Marcatori |       |         |                           |

| Campobasso 30 ottobre 1977, ore 15:30 UTC+1 8ª giornata | Campobasso | 1 – 0 | Trapani | Stadio Giovanni Romagnoli |
| \| \| \| \| \| Bolognesi \| Marcatori \| \|             |            |       |         |                           |
|                                                         |            |       |         |                           |
| Bolognesi                                               | Marcatori  |       |         |                           |

| Trapani 6 novembre 1977, ore 14:30 UTC+1 9ª giornata | Trapani   | 1 – 1    | Matera | Stadio Polisportivo Provinciale |
| \| \| \| \| \| Gabriele \| Marcatori \| Picat Re \|  |           |          |        |                                 |
|                                                      |           |          |        |                                 |
| Gabriele                                             | Marcatori | Picat Re |        |                                 |

| Arbitro: | Patrussi (Arezzo) |

|                                |           |  |
| Frigerio 44’ (rig.) Fusaro 59’ | Marcatori |  |

| Trapani 20 novembre 1977, ore 14:30 UTC+1 11ª giornata | Trapani | 0 – 0 | Pro Cavese | Stadio Polisportivo Provinciale |

| Ragusa 27 novembre 1977, ore 14:30 UTC+1 12ª giornata | Ragusa    | 2 – 0 | Trapani | Stadio Aldo Campo |
| \| \| \| \| \| Bacilieri \| Marcatori \| \|           |           |       |         |                   |
|                                                       |           |       |         |                   |
| Bacilieri                                             | Marcatori |       |         |                   |

## Statistiche

### Statistiche di squadra
|  |     | Classifica Girone C | Punti | G  | V  | N  | P  | GF | GS |
|  | --- | ------------------- | ----- | -- | -- | -- | -- | -- | -- |
|  | 12. | Pro Cavese          | 38    | 38 | 9  | 20 | 9  | 29 | 25 |
|  | 13. | Trapani             | 37    | 38 | 11 | 15 | 12 | 28 | 29 |
|  | 14. | Sorrento            | 36    | 38 | 11 | 14 | 13 | 26 | 28 |

| Competizione         | Punti | In casa | In casa | In casa | In casa | In casa | In casa | In trasferta | In trasferta | In trasferta | In trasferta | In trasferta | In trasferta | Totale | Totale | Totale | Totale | Totale | Totale | DR |
| Competizione         | Punti | G       | V       | N       | P       | Gf      | Gs      | G            | V            | N            | P            | Gf           | Gs           | G      | V      | N      | P      | Gf     | Gs     | DR |
| -------------------- | ----- | ------- | ------- | ------- | ------- | ------- | ------- | ------------ | ------------ | ------------ | ------------ | ------------ | ------------ | ------ | ------ | ------ | ------ | ------ | ------ | -- |
| Serie C              | 37    | 19      | 8       | 9       | 2       | 19      | 12      | 19           | 3            | 6            | 10           | 9            | 17           | 38     | 11     | 15     | 12     | 28     | 29     | -1 |
| Coppa Italia Semipro | -     | ?       | ?       | ?       | ?       | ?       | ?       | ?            | ?            | ?            | ?            | ?            | ?            | ?      | ?      | ?      | ?      | ?      | ?      | ?  |
| Totale               | -     | ?       | ?       | ?       | ?       | ?       | ?       | ?            | ?            | ?            | ?            | ?            | ?            | ?      | ?      | ?      | ?      | ?      | ?      | ?  |